# Il mio campione
Il mio campione (A Cool, Dry Place) è un film del 1998 diretto da John N. Smith.

## Trama
Solo con il figlioletto Calvin dopo l'improvviso abbandono da parte della moglie Kate, Russell si trasferisce in una cittadina di campagna nel Kansas, dove mantiene se stesso e il bambino lavorando come avvocato e anche come allenatore di basket nel liceo della cittadina. Inoltre, comincia una relazione con Beth, ma Calvin ne è infastidito e riesce ad allontanarla. Un giorno arriva Kate, porta a Calvin un gioco, con cui passano insieme del tempo, e alla fine lei lo mette a letto raccontandogli una favola. Tornati i due a confrontarsi, Kate dice a Russell di non averlo mai amato. La mattina dopo arriva Beth, vede Kate e subito va via. Nel frattempo Russell ottiene un lavoro a Dallas, deve recarsi sul posto e chiede al padre di tenere il bambino. Quando torna, non lo trova: Kate lo ha portato via. Allora Russell rifiuta il lavoro e si reca a Cincinnati dov'è la moglie con Calvin. Qui Kate capisce di non poterlo tenere più a lungo, e Russell lo riporta a casa. Al telefono parla con Beth, mentre Calvin lo rincorre sorridente.